# Marian Antczak
Marian Antczak (ur. 10 sierpnia 1913 w Warszawie, zm. 25 sierpnia 1986) – polski robotnik, poseł na Sejm PRL III kadencji.

## Życiorys
Syn Jakuba i Marianny, uzyskał wykształcenie podstawowe. Był robotnikiem rolnym, pracował w państwowym gospodarstwie rolnym Zbroszki jako oborowy. Wstąpił do Polskiej Zjednoczonej Partii Robotniczej, z jej ramienia w 1961 został posłem na Sejm PRL III kadencji z okręgu Ciechanów. W parlamencie zasiadał w Komisji Rolnictwa i Przemysłu Spożywczego.